# ブルザ (駆逐艦)

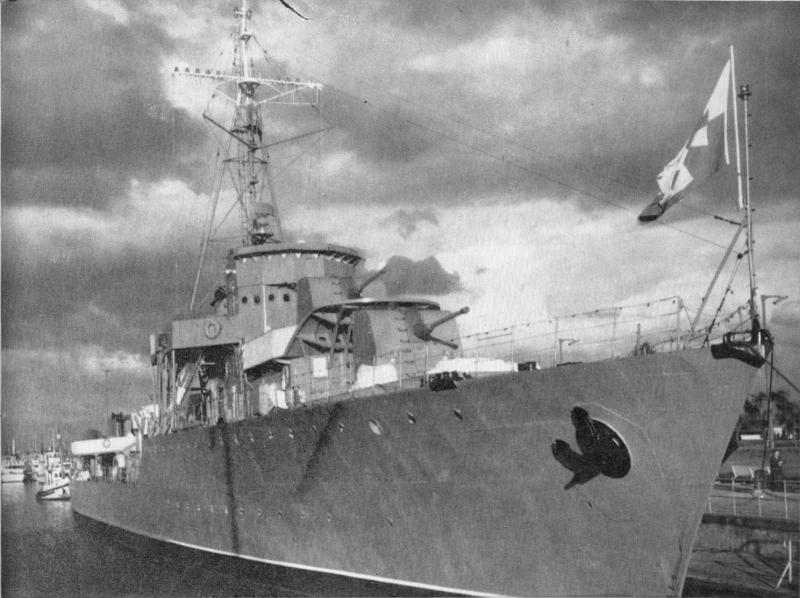
グディニャにおけるブルザ

ブルザ（英語: ORP Burza）は、ポーランド海軍の駆逐艦（kontrtorpedowiecまたはniszczyciel）。ポーランド語名ではブジャ（ORP Burza）と呼ばれる。ブルザの艦名は「暴風雨、雷雨、夕立」といった意味。ブルザ級のネームシップであった。

## 艦歴
1926年4月2日、同型艦ヴィヘルと共にフランスの造船所に発注された。1927年11月1日に起工、1929年4月16日に進水し、1932年7月10日に就役した。
1939年8月30日、ポーランドの駆逐艦ブルザ、ブリスカヴィカ_(駆逐艦)、グロムはペキン作戦実行を命じられた。これらの駆逐艦はイギリスへ向かい、1939年9月1日にイギリス海軍駆逐艦ワンダラー、ウォレスと合流した。イギリス駆逐艦はポーランドの駆逐艦をリースへ誘導し、夜にポーランド駆逐艦はロサイスに到着した。
ブルザは1940年4月にはノルウェー沖で、1940年5月にはイギリス海峡でイギリス軍を支援した。
ブルザはHX217船団、ONS167船団、HX228船団、SL147/MKS38船団、SC145船団を護衛した。1943年10月、アゾレス諸島にイギリス軍航空基地を建設するための船団を護衛。
1944年、ブルザは練習艦となった。1945年、ポーランドの潜水艦用の潜水母艦となった。
1946年にポーランド人の乗員は艦を離れ、ブルザはイギリス海軍に移管された。
1951年にポーランド海軍に戻り、7月にグディニャへ曳航された。オーバーホールの後、1955年に再就役した。1960年、ブルザは記念艦となった。しかしブリスカヴィカが記念艦となると、ブルザも1977年にスクラップされた。